# Praphas Charusatien
Praphas Charusatien (ur. 25 listopada 1912 w prowincji Udon Thani, zm. 18 sierpnia 1997 w Bangkoku) – tajski wojskowy i polityk.
Od 1933 służył w armii, gdzie dosłużył się stopnia marszałka polnego. W latach 1957–1963 był ministrem spraw wewnętrznych, 1963-1973 głównodowodzącym tajskiej armii, a w 1973 krótko wicepremierem.